# Johan Sundberg
Johan Sundberg, född 1936, är en svensk professor i musikakustik. Han är son till Halvar Sundberg och Margit Hammarberg. Han är bror till professor Malin Falkenmark, professor Jacob W.F. Sundberg och lagmannen Brita Sundberg-Weitman.

## Biografi
Sundberg studerade musikvetenskap vid Uppsala universitet och blev filosofie doktor där 1966. Hans huvudsakliga forskning har handlat om rösten i tal och sång och om teorin bakom musikalisk interpretation. Under 30 år ledde han forskningen i musikakustik på Tal, musik och hörsel (TMH) vid Kungliga Tekniska högskolan i Stockholm. 1979 blev han professor. Han gick i pension 2001. Han är hedersdoktor vid York University, National and Kapodistrian University of Athens, och Université de Liège. 
Sundberg har själv studerat sång för Dagmar Gustafsson och var under många år medlem i Adolf Fredriks Bachkör i Stockholm.
Han är ledamot av Kungliga Musikaliska Akademien.